# Herbert Zangs
Herbert Zangs (Krefeld, 27 de marzo de 1924-ib., 26 de marzo de 2003) fue un pintor alemán.
Entre 1945 y 1950, Zangs estudió en la Kunstakademie de Düsseldorf, bajo la tutela de Otto Pankok. En 1960 ganó el Premio Vincent van Volkmer.

## Selección de obras
- Große Knüpfung in rot
- Knopfung
- Gratbild
- Perkamentfaltung

## Exposiciones

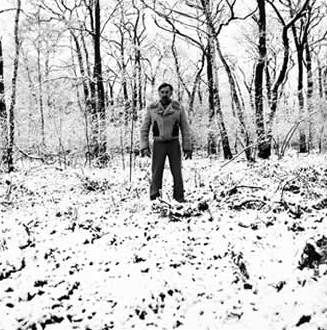
Herbert Zangs, fotografiado por Lothar Wolleh

- 1950	Krefeld, Alemania, Kaiser Wilhelm Museum, Herbert Zangs - Gemälde
- 1957	Londres, Reino Unido, New Vision Centre Gallery, New Paintings by Herbert Zangs
- 1963	Düsseldorf, Alemania, Kunstmuseum im Ehrenhof, Herbert Zangs - Kurt Link - Werke der beiden in Oostende mit dem „Prix Europe“ ausgezeichneten Künstler Lausanne, Schweiz, Galerie Kasper
- 1965 Düsseldorf, F. G. Conzen
- 1967	Bruselas, Bélgica, La Galerie 44, Herbert Zangs - Prix Europe de la peinture 1962
- 1969	Nueva York, USA, Center Art Gallery
- 1975	París, Frankreich, Galerie Stevenson & Palluel, Herbert Zangs - œuvres blanches des années 50
- 1978 Wiesbaden, Alemania, Museum Wiesbaden, Herbert Zangs – Verweißungen
- 1978 Mannheim, Alemania, Mannheimer Kunstverein, Herbert Zangs - Verweißungen
- 1985	Hannover, Alemania, Sprengel-Museum, Herbert Zangs - Arbeiten 1952-1962
- 1994	Marl, Alemania, Skulpturenmuseum Glaskasten, Herbert Zangs zum 70. Geburststag - Ein „enfant terrible“ wird weise ?
- 1995	París, Frankreich, Fondation Cartier pour l'art contemporain, Herbert Zangs - œuvres 1952-1959
- 1997 Düren, Alemania, Leopold Hoesch-Museum, Konfrontation weiß 50er-70er
- 1998	Freiburg, Alemania, Museum für neue Kunst, Zangs - Retrospektive
- 1998 Heidelberg, Alemania, Kunstverein, Zangs - Retrospektive
- 2001	Jena, Alemania, Jenaer Kunstverein e. V., Herbert Zangs - Form und Struktur, dynamisch-rhyth misch, Malerei und Skulptur
- 2004 Düsseldorf, Alemania, fiftyfifty Galerie, Ausstellung zum 80sten Geburtstag von Herbert Zangs - Struktur Material Farbe - Kuratorin: Dr. Doris Krystof Kunstsammlung NRW
- 2004 Münster, Alemania, Westfälisches Landesmuseum, Herbert Zangs: Frühe Objektverweißungen 1952/54
- 2006 Izmir, Turquía, Goethe-Institut, Französisches Kulturzentrum
- 2007 Vaduz, Liechtenstein, Kunstmuseum Liechtenstein, Joseph Beuys / Herbert Zangs: Die Fünfziger Jahre
- 2007 París, Musée Zadkine, Accrochage Herbert Zangs de 1953 à 1954
- 2008 Viersen, Alemania, Städtische Galerie im Park, Phänomen - Herbert Zangs, Werke von 1947 - 2003

## Literatura

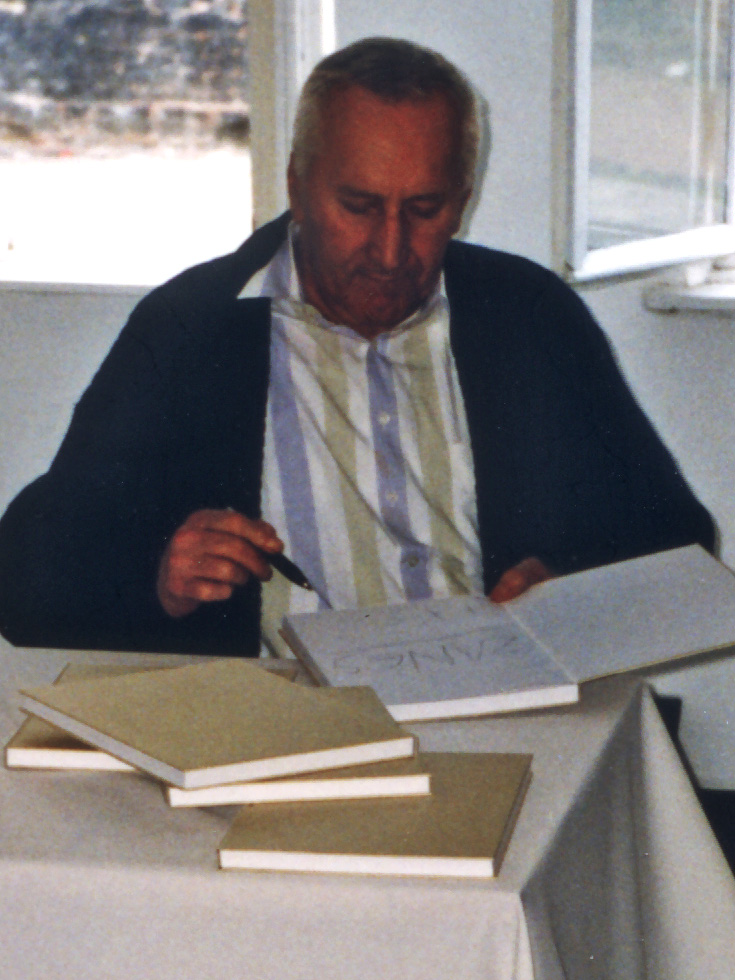
Zangs en 1998

- 2008 Phänomen Herbert Zangs - Werke von 1947 - 2003, Viersen 2008, ISBN 978-3-00-023957-1
- 2007  Herbert Zangs - Werkkatalog der Abstrakten Arbeiten - Catalogue Raisonné des Œuvres Abstraites - Catalogue Raisonné of the Abstract Works : Tome I 1952-1960, Fascicule n.º 2 1953-1954 & Cahier d’Archives, Editions Emmy de Martelaere, París, 2007, ISBN 2-9511070-6-4 (Français - Deutsch - English) Texte : Erich Franz, Friedemann Malsch, Annie Claustre, Emmy de Martelaere, avec ill. - mit Abb. - with ill. Vorzugsausgabe - Tirage de tête - Special edition, avec - mit - with DVD n.º 2 1953 - 1954 : Emmy de Martelaere - Herbert Zangs, entretiens - Gespräche - Interviews, 1975-1976".
- 2004 Herbert Zangs - Werkkatalog der Abstrakten Arbeiten - Catalogue Raisonné des Œuvres Abstraites - Catalogue Raisonné of the Abstract Works : Tome I 1952-1960, Fascicule n°1 1952-1953 & Cahier d’Archives, Editions Emmy de Martelaere, París, 2004, ISBN 2-9511070-5-6 (Français - Deutsch - English) Texte : Erich Franz, Didier Semin, Susannah Cremer-Bermbach, Marie-Amélie zu Salm-Salm, Emmy de Martelaere, avec ill. - mit Abb. - with ill. Vorzugsausgabe - Tirage de tête - Special edition, avec - mit - with DVD n°1 1924 - 1953 : Emmy de Martelaere - Herbert Zangs, entretiens - Gespräche - Interviews, 1975-1976".
- 2000 Die KÖ - 54.788 Tage Königsallee Düsseldorf. Jubiläumsband, feat. Charles Wilp, Jörg Immendorff, H. Zangs, u.a. (Grupello Verlag, ISBN 3-933749-50-6)
- 1998 Herbert Zangs - Arbeiten aus vier Jahrzehnten. Hrsg.: Beck-Eggeling-Schlag GmbH, Düsseldorf 1998. ISBN 3-930919-15-X
- 1997 Herbert Zangs. Werke 1952-1975. Verlag: Sies, Alexander, Düsseldorf 1997. Darin: Text von Dr. Erich Franz. ISBN 978-3932729027
- 1996 Herbert Zangs. Werkmonographie Dr. Susannah Cremer-Bermbach. Hrsg.: Klartext-Verlag, Essen 1996 ISBN 3-88474-502-6
- 1994 Blaue Bilder von 1957 bis 1994. Verlag Christian Fochem, Krefeld 1994 Darin: Einleitung von Dr. Erich Franz: Herbert Zangs - Bild als Bewegung. ISBN 3-928668-24-2
- 1994 Herbert Zangs - Werksübersicht. Verlag Christian Fochem, Krefeld 1994 Darin: Texte von Manfred Schneckenburger, Christian Fochem und Thomas Weber ISBN 978-3928668217
- 1985 Herbert Zangs - Arbeiten 1952-1962. Sprengel Museum, Hannover 1985. ISBN 978-3891690260
- 1961 Umbro Apollonia Galerie 59, Aschaffenburg 1961 Darin: Fotos und Texte zur Werkgruppe der Expansionen
- 1960 Nettmann, Wilhelm: Lothar Quinte : Herbert Zangs  Katalog zur Ausstellung 24. Jan.-14. Febr. 1960, Märkisches Museum, Witten 1960